# Макар Чудра
«Мака́р Чу́дра» — перший друкований твір Максима Горького. Вперше надруковано 1892 року в газеті «Кавказ». У газеті був вперше використаний псевдонім — Максим Горький.

## Сюжет
Головний герой твору — старий циган Макар Чудра. Він розповідає легенду про кохання двох молодих циган — Лойко Зобара і Радду, які люблять один одного, але вважають, що любов - це ланцюг, що сковує їх незалежність. У результаті Лойко вбиває Радду і при всіх встає перед нею, вже мертвою, на коліна, виконуючи таким чином поставлене раніше дівчиною умова їхнього весілля . Батько Радди, який був присутній при вбивстві дочки, вбиває Лойко ножем.